# Сатъкьой
 Тази статия е за селото в Турция.  За селото в Гърция вижте Сатъкьой (дем Козлукебир).  
Сатъкьой или Садъково (на турски: Sakızköy, Сакъзкьой) е село в Източна Тракия, Турция. Селото е община в околия Люлебургас на вилает Лозенград.

## География
Сатъкьой се намира на 10 км източно от Люлебургас.

## История
В 19 век Сатъкьой е българско село в Люлебургаска кааза в Одринския вилает на Османската империя.
Според статистиката на професор Любомир Милетич в 1912 година в Сатъкьой живеят 184 български екзархийски семейства или 760 души.
При избухването на Балканската война в 1912 година 8 души от Сатъ кьой са доброволци в Македоно-одринското опълчение.
Българското население на Сатъкьой се изселва след Междусъюзническата война в 1913 година.

## Личности
Родени в Сатъкьой
- Никола Костов, български свещеник и революционер, служил в родното си село в цьрквата „Света Марина”[3]
- Пеньо Христов, македоно-одрински опълченец, 2 рота на 11 Сярска дружина, орден „За храброст“ IV степен[4]
- Стоян Тодоров, български революционер от ВМОРО, четник на Христо Цветков[5]
- Янко В. Инджието, македоно-одрински опълченец, 1 рота на Лозенградската патизанска дружина, орден „За храброст“ IV степен[6]

Свързани със Сатъкьой
- Божидар Димитров, български историк, произхожда от бежански род от селото